# Askwith
Askwith ist ein englisches Dorf und Civil parish mit 251 Einwohnern (Stand 2022). Es gehört zur  Unitary Authority North Yorkshire. 

## Geographie
Askwith befindet sich unweit der Grenze zum County West Yorkshire, ca. 5 Kilometer östlich des Kurorts Ilkley und ca. 4 Kilometer nordwestlich der Kleinstadt Otley. Die nächste Großstadt ist das 20 Kilometer entfernte Leeds.
Der Ort liegt in Wharfedale, einem Tal der Yorkshire Dales. In seiner Nähe fließen mehrere Bäche wie der East Beck und der West Beck, die südlich in den Fluss Wharfe münden. Die Landschaft ist durch Moore geprägt.

## Geschichte
Askwith findet im 1086 geschaffenen Domesday Book Erwähnung. Dort werden als Besitzer des Landes Gospatric, Berenger of Tosny und William of Percy genannt. Der Ort gehörte zum Parish Weston und zum Wapentake Upper Claro. Sein Name ist skandinavischer Herkunft und leitet sich von den altnordischen Wörtern askr (Eschenbaum) und vithr (Baum, Wald) ab. Variationen davon waren Ascvid (1086), Ascwyth, Askwith und Askewith (1285–1316) sowie Askwyth (1320).

## Verkehr
Von Askwith führen drei Straßen ab. Über die West Lane gelangt man nach Ilkley, von wo Anschluss an die Hauptverkehrsstraße A65 besteht, welche Leeds und Kendal verbindet. Die Weston Lane führt nach Otley und die Moor Lane in Richtung des ca. 7 Kilometer nördlich gelegenen Ortes Blubberhouses mit Anschluss an die A59.

## Bildung
In Askwith befindet sich eine öffentliche Primary School mit integrierter Kindertagesstätte.

## Bilder

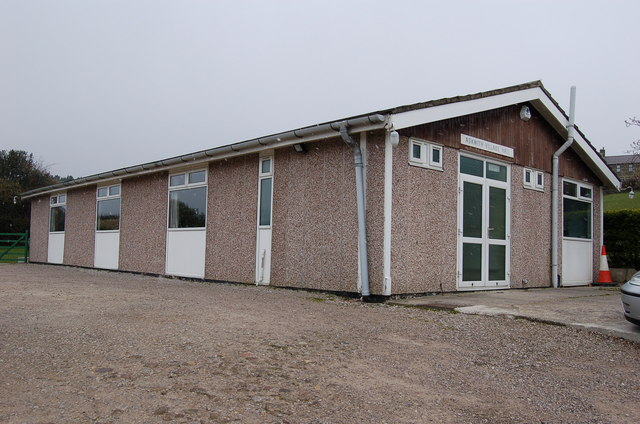
Gemeindehaus
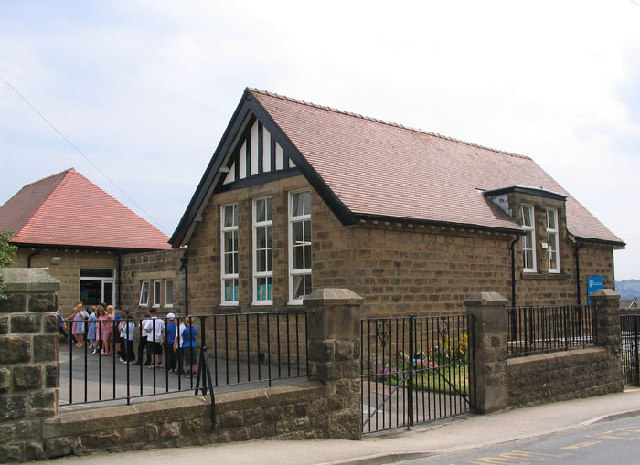
Askwith Community Primary School
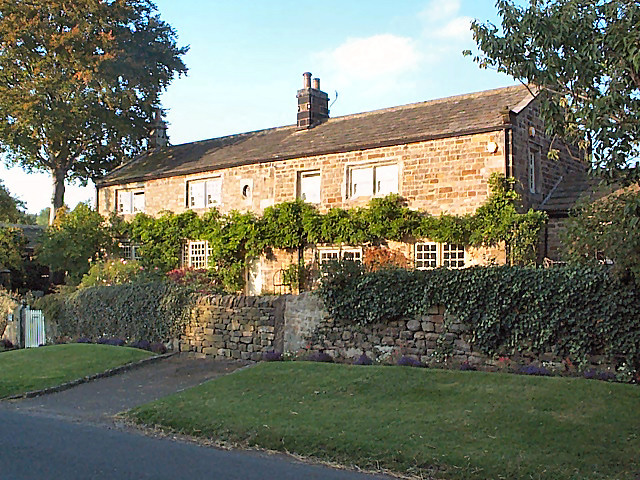
Herrenhaus
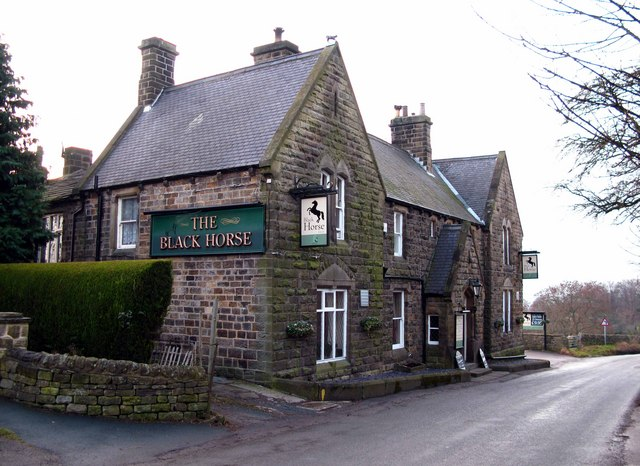
Pub
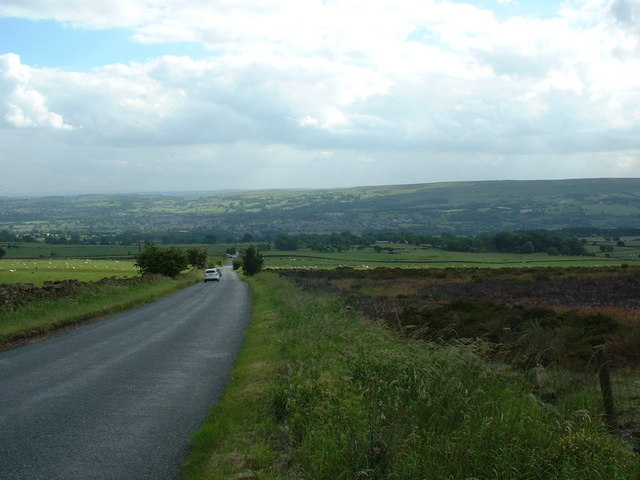
Moor Lane in Richtung Askwith